# DNA条形码
DNA条形码（英語：DNA barcoding）是一种利用基因组内的DNA片段来鉴定生物物种的技术。动物物种的鉴定采用线粒体细胞色素c氧化酶亚基I基因(cytochrome c oxidase I, COI)作为通用DNA条形码序列；生命条形码联盟(CBOL)植物工作组推荐叶绿体基因组的rbcL和matK片段作为植物鉴定的DNA条形码；生命条形码联盟真菌工作组推荐核糖体DNA内转录间隔区基因(nuclear ribosomal internal transcribed spacer, ITS)为真菌首选DNA条形码。